# Paravilla eurhinata
Paravilla eurhinata är en tvåvingeart som först beskrevs av Jacques-Marie-Frangile Bigot 1892.  Paravilla eurhinata ingår i släktet Paravilla och familjen svävflugor. Inga underarter finns listade i Catalogue of Life.